# Automeris io
Automeris io är en fjärilsart som beskrevs av Fabricius 1775. Automeris io ingår i släktet Automeris och familjen påfågelsspinnare. Inga underarter finns listade i Catalogue of Life.

## Bildgalleri

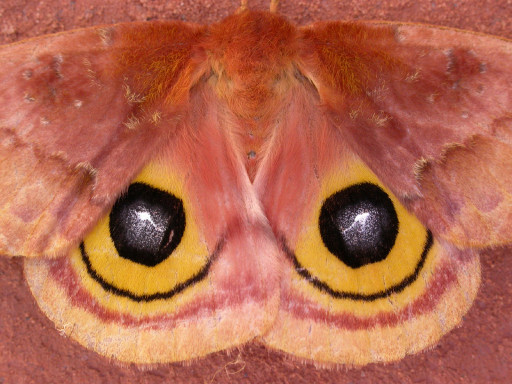
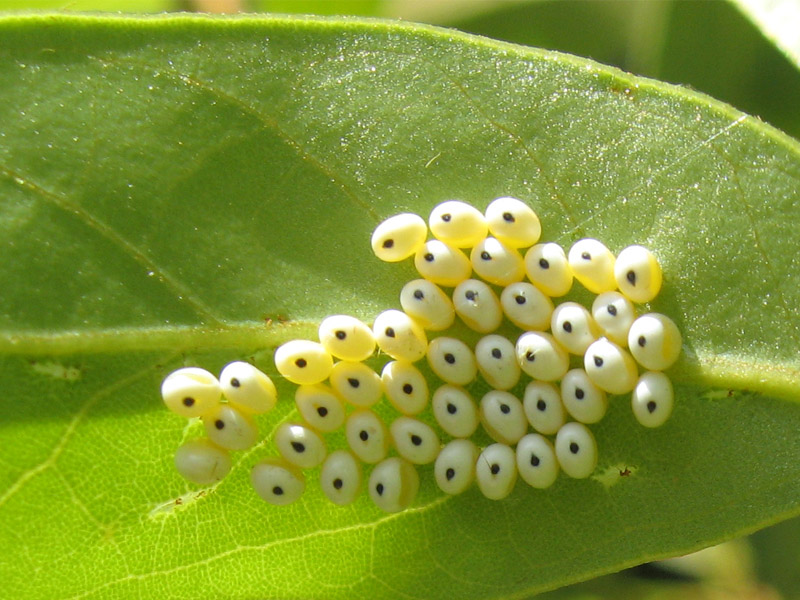
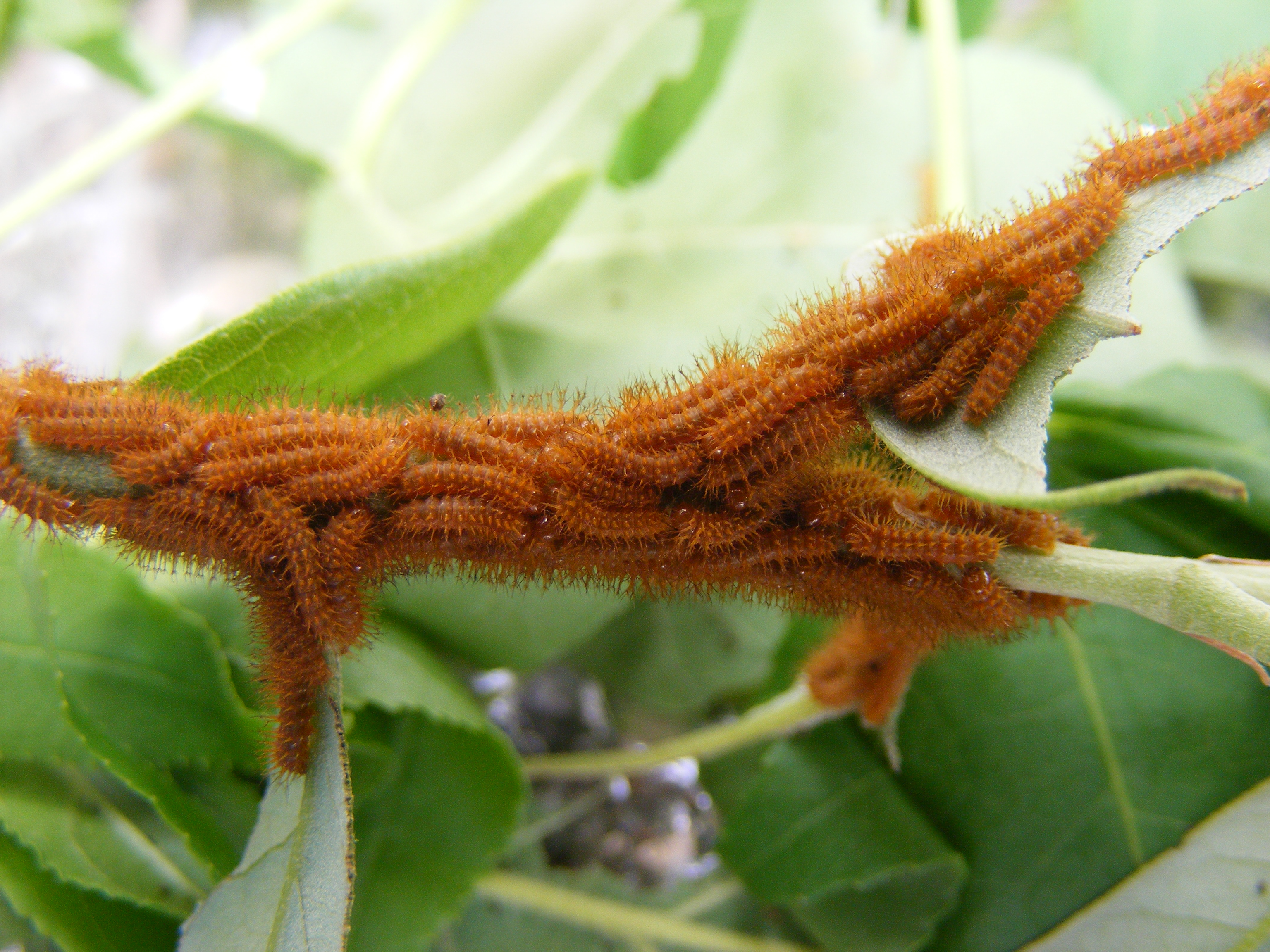
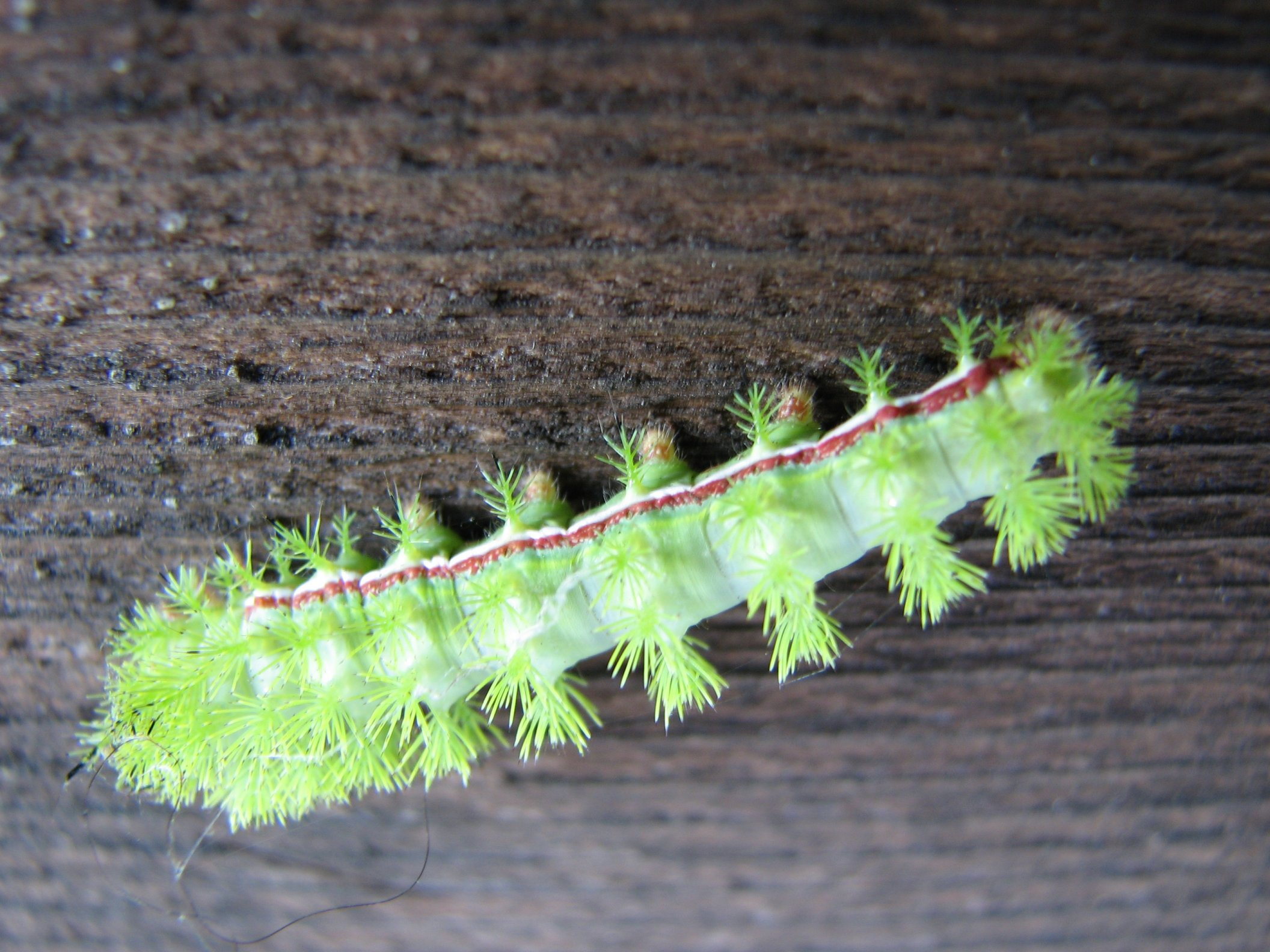